# زرآوند سفید
زرآوند سفید یا ثعلب که معمولاً ارکیده باتلاق نامیده می‌شود، گونهٔ دوری از ثعلبیان است. حدود ۸۰۰ تا ۱۰۰۰ گونه زرآوند وجود دارد که بومی همه قاره‌ها به جز قاره قطب جنوب، در هر دو مناطق گرمسیری و معتدل هستند.